# Canthidium nitidum
Canthidium nitidum е вид бръмбар от семейство Листороги бръмбари (Scarabaeidae).

## Разпространение
Този вид е разпространен в Боливия и Бразилия.